# إريك ماير (لاعب كرة قدم)
إريك ماير (بالهولندية: Erik Meijer)‏ (و. 1969  م) هو لاعب كرة قدم، من مملكة هولندا، ولد في ميرسن، يلعب كمهاجم.

## روابط خارجية
- إريك ماير على موقع قاعدة بيانات كرة القدم.إي يو (الإنجليزية)
- إريك ماير على موقع بيانات كرة القدم. دي إي (الألمانية)
- إريك ماير على موقع ناشيونال فوتبول تيمز (الإنجليزية)
- إريك ماير على موقع Soccerbase.com (لاعب) (الإنجليزية)
- إريك ماير على موقع عالم كرة القدم.نت (الإنجليزية)